# 泰式椒麻雞
泰式椒麻雞是一種常見於台灣泰式餐廳的菜餚，主要透過花椒、酒與醬油來醃製去骨雞腿，裹粉油炸而成。關於其起源大致有兩種說法，一說是修改自雲南菜，另一說是在緬甸打工的雲南人在台灣所發明。
在新疆和四川也有叫作椒麻雞的菜，與台灣「泰式」椒麻雞的主要差別是不會油炸，而是水煮后淋油。

## 製作方法
椒麻雞的製作方法各家皆有不同。主要透過花椒、酒、烏醋，與醬油來醃製去骨雞腿，裹粉油炸而成。並淋上以魚露、辣油，和糖所調製的醬汁。最後再灑上蒜末、辣椒末、花生碎片、白芝麻和莞荽而成:101-103。

## 起源
關於椒麻雞的起源眾說紛紜。其中主要分為兩種說法，一說是修改自雲南菜，另一說是在緬甸打工的雲南人在台灣所發明。
1949年，中華民國政府因國共內戰失利而遷臺，許多雲南人和緬甸北部華僑到台灣，主要移居桃園龍潭、中壢龍岡以及南投的清境農場一帶。1970年代，緬甸華人也因在本土受到政府的迫害，恰逢台灣經濟蓬勃發展，對勞動力的需求增加，因此有許多緬甸華人舉家搬遷來台，主要分布於今新北市中和區南勢角華新街一帶。來台後的雲南人及緬甸華人，也帶來了原鄉的飲食習慣。由於台灣消費市場對於雲南料理及緬甸料理較為陌生，因此同時販售風靡全球的泰國料理，包裝成全世界獨一無二的「雲泰料理」，自此椒麻雞等帶有雲南風味的菜餚便深植台灣人對泰國料理的印象。甚至後來移民來台灣的泰籍廚師，為了迎合台灣人的口味，也在菜單內加入這道料理。

## 新疆和四川椒麻雞
新疆椒麻雞不油炸，而是用水煮然後撕成雞絲，拌入花椒油、辣椒油、醬油、葱蒜等調味料。新疆椒麻雞後來傳入四川，做法大同小異，主要差別是煮好的雞肉用刀切成帶骨的小塊，並改用當地品種的辣椒和花椒。